# Емперър оф Индия (линеен кораб, 1913)
Емперър оф Индия (на английски: HMS Emperor of India) е британски линеен кораб, последният кораб от типа „Айрън Дюк“. Първоначално се казва Делхи, но по-късно е преименуван в чест на крал Джордж V, който също е и Император на Индия. Единственият от серията, който не взема участие в Ютландското сражение, тъй като по това време се намира в док за текущ ремонт. Продаден за скрап през 1932 г.

## Служба
„Императора на Индия“ е заложен на 31 май 1912 г. в Бароу ин Фърнес от фирмата „Викерс“, спуснат на вода на 27 ноември 1913 г. и влиза в състава на флота на 10 ноември 1914 г.

### Първа световна война
Влизайки в строй „Императора на Индия“ се присъединява към Първа ескадра линкори на Гранд Флийта, базиращ се в Скапа Флоу. „Императора на Индия“ по-късно е преведен в Четвърта ескадра линкори, където той е флагман на контраадмирал А. Л. Даф. Крал Джордж V посещава „Императора на Индия“ през юли 1915 г., по време на прегледа на Флота в Скапа Флоу.
През 1916 г. линкора се намира в ремонте в Инвергордън. През 1917 г. „Императора на Индия“ заменя еднотипният линкор „Марлборо“ като флагман на 1-ва ескадра на Гранд Флийт.

### Следвоенен период
„Императора на Индия“ присъства при предаването на немския Флот на откритото море, през ноември 1918 г. Кораба преживява съкращението на Кралския флот след Първата световна война и през 1919 г. се присъединява към Средиземноморския флот.
През март 1920 г. участва в Новоросийската евакуация на Въоръжените Сили на Юга на Русия, води обстрел по настъпващата към Новоросийск Червена армия от оръдията на главния калибър.
„Императора на Индия“ е отписан през 1929 г. и е потопен като кораб-мишена на 1 септември 1931 г. Изваден е през следващата година и е продаден за скрап на 6 февруари 1932 г.